# Cilame
Cilame is een bestuurslaag in het regentschap Bandung Barat van de provincie West-Java, Indonesië. Cilame telt 30.958 inwoners (volkstelling 2010).